# Kuki Moritaka
Kuki Moritaka (jap. 九鬼 守隆; * 1573; † 1632) war ein General und Admiral in Diensten von Tokugawa Ieyasu. Er war Sohn von Kuki Yoshitaka, einem der führenden Generale von Toyotomi Hideyoshi.
In den letzten Jahren des 16. Jahrhunderts unterstützte Kuki Moritaka den nach der Vormacht strebenden Tokugawa Ieyasu, sein Vater befand sich auf der Gegenseite und unterstützte Ishida Mitsunari. Nach Tokugawas Sieg in der Schlacht von Sekigahara wurde Moritaka als Herr über das Familienlehen bestätigt, das zudem von 26.000 auf 46.000 Koku vergrößert wurde. Sein Vater beging im Jahre 1600 Suizid. Danach blieb Moritaka ein loyaler General der Tokugawa, er kommandierte ihre Flotte bei der Belagerung von Ōsaka 1614–1615.

## Quelle
- Stephen Turnbull: The Samurai Sourcebook. Cassell & Co., London 1998.